# 英特尔 Evo

英特尔 Evo

英特尔 Evo是指经过英特尔认证的筆記型電腦，英特尔聲稱經過該公司認證的電腦是品質優良的電腦。這一認證於2019年推出，當時叫作雅典娜计划（Project Athena），2020年9月改為現名。搭载英特尔处理器的笔记本电脑如果具有轻薄的硬件设计、持久的电池寿命、  能實現快速充电、快速从睡眠状态唤醒等特性，即有可能获得英特尔 Evo 认证。 